# Schwabenlehen
Das sogenannte Schwabenlehen waren „…Orte, Güter, auch Gerechtigkeiten, Juristifkationen und Nutzungen…“, welche ursprünglich zum Herzogtum Schwaben gehörende Lehen waren und nach dem Untergang des Herzogtums im Jahr 1379 als Reichslehen vom König Wenzel dem Herzog Leopold von Österreich (regierte 1365–1386), als Landvogt in Schwaben, „…übergeben worden sind, um darüber, […] im Namen des Kaisers zu disponieren, die Pfandschaften einzulösen, und heimgefallene Lehen einzuziehen.“